# Anjou, Isère
Anjou är en kommun i departementet Isère i regionen Auvergne-Rhône-Alpes i sydöstra Frankrike. Kommunen ligger i kantonen Roussillon som tillhör arrondissementet Vienne. År 2022 hade Anjou 1 023 invånare.

## Befolkningsutveckling
Antalet invånare i kommunen Anjou
Referens:INSEE